# Bart Van Doorne
Bart Herman Van Doorne (Sint-Amandsberg, 13 juli 1971 – Gent, 29 januari 2025) was een Belgische journalist en redacteur.

## Levensloop
Van Doorne begon zijn professionele carrière als researcher bij Jambers Televisie Producties. Vervolgens was hij onder andere correspondent voor VTM Nieuws in New York en hoofdredacteur van Telefacts. Later werd hij chef Nieuws bij VTM, een functie die hij uitoefende tot september 2007.
In 2007 maakte hij de overstap naar De Morgen, waar hij Klaus Van Isacker vervoegde als hoofdredacteur van de krant ondanks protesten van de redactieraad. Eind 2008 brak er protest uit bij het personeel na de aankondiging van de verhuis van de redactie naar Kobbegem en een ontslagronde. In januari 2011 nam hij in onderling akkoord ontslag.
Op 1 augustus 2011 keerde hij terug naar het VTM waar hij Nicholas Lataire vervoegde als hoofdredacteur van de nieuwsdienst. In januari 2013 nam hij in onderling overleg ontslag bij VTM. Vervolgens richtte hij het productiehuis De Brigade op, later omgevormd tot De Mohikanen. Nadien richtte Van Doorne Koppenbrekers op. 
Van Doorne overleed onverwachts in januari 2025 op 53-jarige leeftijd.